# 兹多夫比察 (罗夫诺区)
50°29′5″N 26°15′19″E / 50.48472°N 26.25528°E

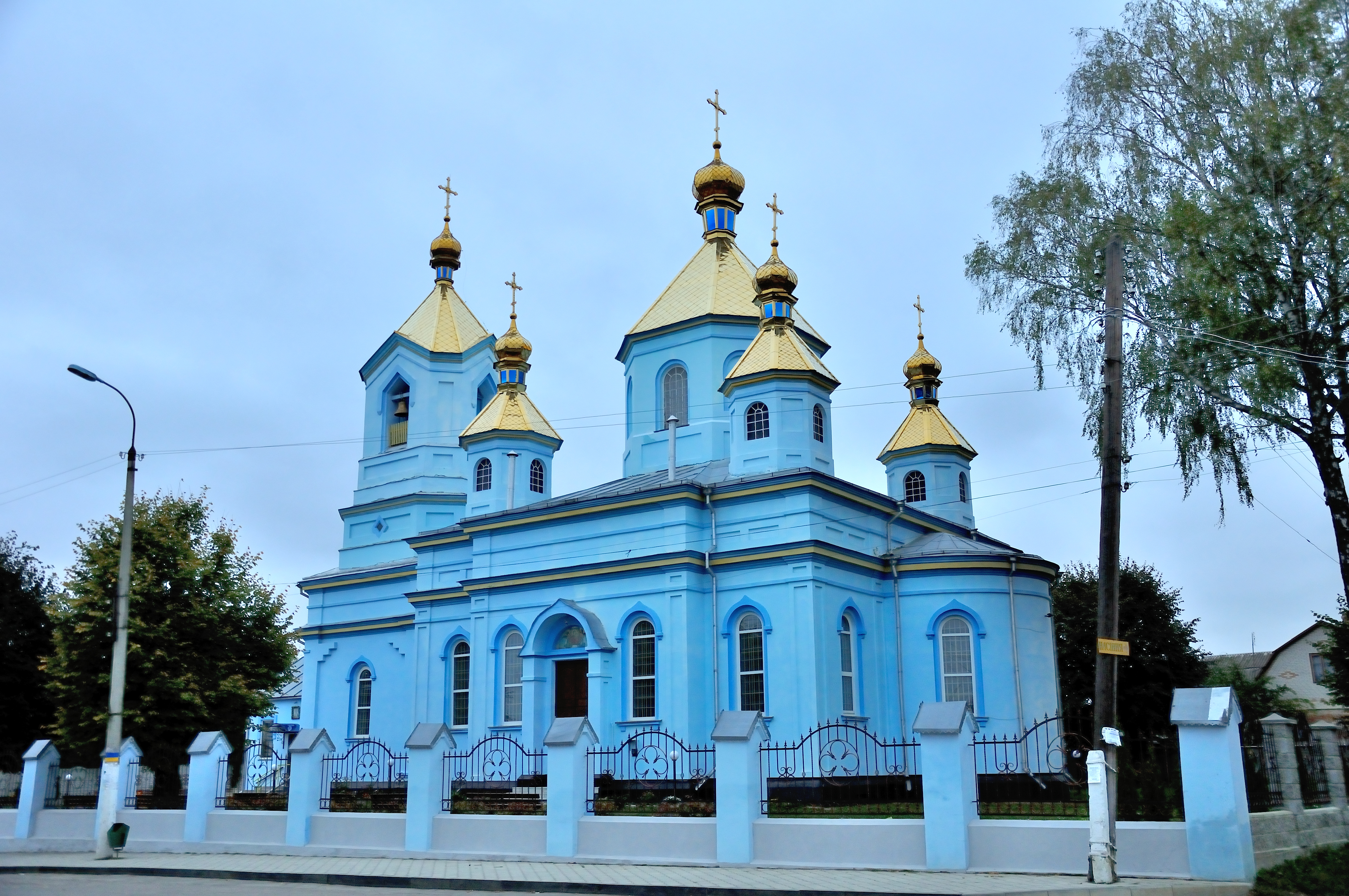
教堂

茲多夫比察（烏克蘭語：Здовбиця），是烏克蘭西北部里夫内州里夫内区兹多夫比察市镇内的村落及其行政中心。始建於1487年，面積40.2平方公里，海拔高度204米，2001年人口5,067，人口密度每平方公里126.2人。